# Штрассен (Люксембург)
Штрассен (Люксембург) (люкс. Stroossen, фр. Strassen) — коммуна в Люксембурге, располагается в округе Люксембург. Коммуна Штрассен (Люксембург) является частью кантона Люксембург. В коммуне находится одноимённый населённый пункт.
Население составляет 6687 человек (на 2008 год), в коммуне располагаются 2793 домашних хозяйств. Занимает площадь 10,71 км² (по занимаемой площади 103 место из 116 коммун). Наивысшая точка коммуны над уровнем моря составляет 391 м. (68 место из 116 коммун), наименьшая 265 м. (75 место из 116 коммун).

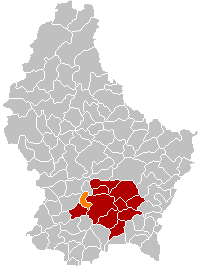
Оранжевый цвет - коммуна Штрассен (Люксембург), красный - кантон Люксембург.